# Morris Stoloff
Pour les articles homonymes, voir Stoloff.
Morris Stoloff est un violoniste et un compositeur américain, né le 1er août 1898 à Philadelphie (Pennsylvanie) et mort le 16 avril 1980 à Los Angeles (Californie)

## Biographie
Morris Stoloff maîtrise le violon très tôt et entre au Los Angeles Philharmonic alors qu'il est encore adolescent. En 1928, il est engagé comme premier violon chez Paramount Pictures, puis en 1936 il devient responsable du département musique de Columbia Pictures. Il a alors la charge de composer la musique de films, mais aussi de coordonner le travail des autres musiciens et compositeurs travaillant pour le studio,,.

## Filmographie partielle

### Comme directeur musical
- 1939 : L'Empreinte du loup solitaire (The Lone Wolf Spy Hunt) de Peter Godfrey
- 1946 : Meet Me on Broadway de Leigh Jason
- 1947 : L'Étoile des étoiles (Down to earth) d'Alexander Hall

## Récompenses et distinctions

### Récompenses
- Oscar de la meilleure musique de film
  - 1945 pour La Reine de Broadway (Cover Girl) de Charles Vidor
  - 1947 pour Le Roman d'Al Jolson (The Jolson Story) d'Alfred E. Green
  - 1961 pour Le Bal des adieux (Song Without End) de Charles Vidor

### Nominations
- Oscar de la meilleure musique de film
  - 1939 pour Girls' School de John Brahm
  - 1942 pour Le Crime d'Ellen Creed (Ladies in Retirement) de Charles Vidor
  - 1942 pour L'amour vient en dansant (You'll never get rich) de Sidney Lanfield
  - 1943 pour La Justice des hommes (The Talk of the Town) de George Stevens
  - 1944 pour Le commando frappe à l'aube (Commandos Strike at Dawn) de John Farrow
  - 1944 pour En bordée à Broadway (Something to Shout About) de Gregory Ratoff
  - 1945 pour Adresse inconnue (Address Unknown) de William Cameron Menzies
  - 1946 pour La Chanson du souvenir (A Song to Remember) de Charles Vidor
  - 1946 pour Cette nuit et toujours (Tonight and Every Night) de Victor Saville
  - 1950 pour Je chante pour vous (Jolson Sings Again) de Henry Levin
  - 1954 pour Tant qu'il y aura des hommes (From Here to Eternity) de Fred Zinnemann
  - 1954 pour Les 5 000 Doigts du Dr. T (The 5,000 Fingers of Dr. T) de Roy Rowland
  - 1957 pour Tu seras un homme, mon fils (The Eddy Duchin Story) de George Sidney
  - 1962 pour Fanny de Joshua Logan